# Franz Krupkat
Franz Krupkat, né le 27 avril 1894 à Berlin et mort le 1er juin 1927 à Leipzig, est un coureur cycliste allemand.

## Biographie
Franz Krupkat commence sa carrière de coureur en 1912 comme sprinteur. 
En 1913, il déménage en Belgique et y reste pendant une longue période pour exercer son endurance contre les coureurs belges. Il n'est pas en mesure d'y gagner des courses sur route, mais rétrospectivement, selon sa propre déclaration, il considère cela comme décisif pour sa future carrière. Il obtient également ce qu'il a appelé la « plus belle victoire » de sa carrière en Belgique, lors d'une course sur piste à Mons.  
Pendant la première Guerre mondiale, il sert sur le front occidental et en revient en 1917 avec un traumatisme psychologique.  Il devient stayer professionnel. L'année suivante, il remporte le championnat d'Allemagne .
En 1922, il rejoint Walter Rütt aux États-Unis, où il participe à une course de six jours au Madison Square Garden de New York et gagne plusieurs courses de demi-fond,. En 1924, il remporte avec Richard Huschke les Six Jours de Berlin . 
Le 1er juin 1927, lors d'une course de 100 km à Leipzig, son pneu avant éclate en sortie de virage, alors qu'il roule à plus de 90km/h. Franz Krupkat fait une chute la tête la première. Transporté à l'hôpital, une fracture du crâne est diagnostiquée, il meurt dans la nuit sans avoir repris connaissance. Il est inhumé au cimetière de Dorotheenstadt à Berlin sur sa pierre tombale est écrit « Quiconque est mort par profession ou par devoir a acquis la vie éternelle ».

## Palmarès

### Championnat d'Allemagne
- : Champion d'Allemagne de demi-fond en 1918, 2e en 1919.

### Six jours
- Berlin : 1924 avec Richard Huschke. Ils ont établi le record jamais égalé de 4544,2 km parcourus[6].
- Breslau :  1924 avec Willy Lorenz

### Autres
- Preußenmeisterschaft
- Roue d'Or de Magdebourg : 1921[10]
- Roue d'or de Treptow : 1924.

## Au cinéma
Il apparait dans le film Die siebtente Nacht en 1922, dans lequel il joue son propre rôle aux côtés des coureurs Walter Rütt, Ernst Kaufmann.et Karl Saldow,.